# 冨田真
冨田 真（とみた まこと、1974年9月21日 - ）は、日本の男性声優、俳優。群馬県出身。
代表作は『テニスの王子様』（不二裕太）、『ホイッスル!』（真田一馬）、『スクールランブル 二学期』（吉田山次郎）、『遊☆戯☆王デュエルモンスターズGX』（万丈目の兄〈正司〉）。

## 略歴
以前はブリングアップ、ケッケコーポレーション/劇団アルターエゴ、怪傑パンダースに所属していた。

## 人物
趣味はサッカー、ゲーム。特技は三角倒立で歌う。

## 出演
太字はメインキャラクター。

### テレビアニメ
2001年
- テニスの王子様（不二裕太）
- Dr.リンにきいてみて!（三沢）

2002年
- 真・女神転生Dチルドレン ライト&ダーク（アドナキエル）
- ホイッスル!（真田一馬、菅生康史、主審、尾田、不良）
- 遊☆戯☆王デュエルモンスターズ（名蜘蛛コウジ、客、署長、黒服、デュエリスト、見物人、警官 他）

2003年
- GUNSLINGER GIRL（ルーイ）
- こちら葛飾区亀有公園前派出所（宮原の部下、カメラマン、子分、学生）

2004年
- 吟遊黙示録マイネリーベ（ヘルマン）
- Get Ride! アムドライバー（秘書）
- こちら葛飾区亀有公園前派出所（ムッシュ・フランソワ、アナウンサー、アナウンス、ファン3、町民、ヒーローC、英国人、草尾、カップル男、軽井、ドライバー、レフェリー、パチンコ屋の店員、旭、男、審査員、阿井宇江雄秘書官、青年、警官、チャナ、弟子A）
- 遊☆戯☆王デュエルモンスターズGX（万丈目正司）

2005年
- capeta（茂波の父、レーサー）
- こちら葛飾区亀有公園前派出所（市場関係者、黒服）
- ジパング（森）

2006年
- 家庭教師ヒットマンREBORN!（並盛高校空手部員）
- 吟遊黙示録マイネリーベwieder（司令官）
- スクールランブル 二学期（吉田山次郎〈2代目〉）

2012年
- 新テニスの王子様（不二裕太）

### OVA
- スクールランブル 一学期補習（2005年、吉田山次郎〈2代目〉）
- テニスの王子様 全国大会篇 Semifinal / Final（2007年 - 2008年、不二裕太）

### 劇場アニメ
- こちら葛飾区亀有公園前派出所 THE MOVIE2 UFO襲来! トルネード大作戦!!（2003年、タイガーの部下2）
- 遊☆戯☆王デュエルモンスターズ 光のピラミッド（2004年、デュエリストC）
- 劇場版 テニスの王子様 跡部からの贈り物 君に捧げるテニプリ祭り（2005年、不二裕太）

### ゲーム
- テニスの王子様シリーズ（不二裕太）

2003年
- DEAR BOYS –Fast Break!-
- ラブひなごーじゃす 〜チラっとハプニング〜

2006年
- 遊☆戯☆王デュエルモンスターズGX タッグフォース（万丈目正司、一般男子生徒）

2007年
- 遊☆戯☆王デュエルモンスターズGX タッグフォース2（万丈目正司、一般男子生徒）

2008年
- 遊☆戯☆王デュエルモンスターズGX タッグフォース3（万丈目正司、一般男子生徒）

2020年
- グランドインテンション・アジャストメント（バトロス）

### ドラマCD
- テニスの王子様シリーズ（不二裕太）
- THE BEST OF RIVAL PLAYERS IV　BLOOD（不二裕太）
- めぐる季節のなかで 春冬編/夏秋編（2015年、兎の執事イーリス[5]）

### テレビドラマ
- 妖ばなし（2018年10月6日、TOKYO MX） 第36話「封」 - 住職 役

### 舞台
- HAKKENDEN2005（2005年12月、劇団アルターエゴ本公演）
- マクベス（2006年3月、劇場アルターエゴ準劇団員公演）
- なが靴をはいたメモワール（2006年12月、劇場アルターエゴ本公演）
- 透明人間レディ（2007年7月、LIVEDOG）
- さよならの終わりにあの風を灼こう（2007年12月、オフィスホットロード）
- どこでもない場所（2008年5月、うわの空藤志郎一座本公演）
- 劇団「怪傑パンダース」
  - パーフェクト・ヒーロー（2011年2月、笹塚ファクトリー）
  - バンク・バン・レッスン（2011年5月、新宿・サンモールスタジオ）
  - 第2回本公演「リーゼント総理」（2011年10月13日-23日、テアトルBONBON）
  - 第3回公演「HOLSTEIN KILLER NEVER DIE!!」（2012年2月15日-19日、中野ザ・ポケット）
- ツラヌキ怪賊団「みんなのうた」（2014年9月3日-8日、シアターグリーン BIG TREE THEATER）
- VIKING第3回公演 ｢最強の夫婦｣ （2017年1月13日 - 15日、ザムザ阿佐ヶ谷）

### デジタルコミック
- 防御力ゼロの嫁（2020年、高坂攻輝）

### ラジオ
- テニスの王子様 オン・ザ・レイディオ